# تی. جی. مک‌کانل
تی. جی. مک‌کانل (انگلیسی: T. J. McConnell؛ زادهٔ ۲۵ مارس ۱۹۹۲) یک بازیکن بسکتبال اهل ایالات متحده آمریکا است.
از باشگاه‌هایی که در آن بازی کرده‌است می‌توان به فیلادلفیا سونتی‌سیکسرز اشاره کرد.